# Władysław Mironowicz
Władysław Jerzy Mironowicz (ur. 11 sierpnia 1934 w Wilnie, zm. 5 marca 2020) – polski specjalista w zakresie budownictwa, dr hab. inż., działacz opozycyjny w czasach PRL.

## Życiorys
Studiował na Wydziale Budownictwa Lądowego Politechniki Wrocławskiej, 30 września 1969 obronił pracę doktorską  Zastosowanie teorii układów dyskretnych w zagadnieniu drgań własnych płaskich konstrukcji prętowych, 28 maja 1999 habilitował się na podstawie pracy zatytułowanej Problemy losowych drgań płytowych konstrukcji wsporczych pod maszyny. Otrzymał nominację profesorską. Przez łącznie siedem lat był członkiem Senatu Politechniki Wrocławskiej.
Pracował w Instytucie Inżynierii Lądowej na Wydziale Budownictwa Lądowego i Wodnego Politechniki Wrocławskiej.
W 1980 roku został Przewodniczącym Instytutowego Komitetu Założycielskiego NSZZ Solidarność oraz założycielem „Solidarności” w Instytucie Inżynierii Lądowej. W 2014 roku "za działalność na rzecz NSZZ Solidarność w walce o niepodległość Rzeczypospolitej Polskiej w okresie od wprowadzenia stanu wojennego do 1989 roku" otrzymał medal "Niezłomni".
Jego żoną była Agnieszka zd. Kalenkiewicz (1939-2012), córka Macieja Kalenkiewicza "Kotwicza", ppłk. Armii Krajowej i współtwórcy "Cichociemnych". Mieli dwóch synów.
Zmarł 5 marca 2020, miejscem pochówku jest Cmentarz na Klecinie.

## Odznaczenia i wyróżnienia
- Złota Odznaka Polskiego Towarzystwa Mechaniki Teoretycznej[1]
- Złota Odznaka Politechniki Wrocławskiej[1]
- Złoty Krzyż Zasługi[1]
- Srebrna i Złota Odznaką PZITB[1]
- Odznaka Zasłużony dla miasta Wałbrzycha[1]
- Nagroda Senatu Politechniki Wrocławskiej[1]
- Medal "Niezłomni" Zarządu Regionu Dolny Śląsk NSZZ Solidarność[3]